# Frankland Peak
Der Frankland Peak ist ein 1083 Meter hoher Berg im Süden des australischen Bundesstaates Tasmanien. Er liegt am Südostende der Frankland Range über dem Lake Pedder.
Westlich anschließend befindet sich der Secheron Peak und südlich schließt der Right Angle Peak an.